# Alyzeia

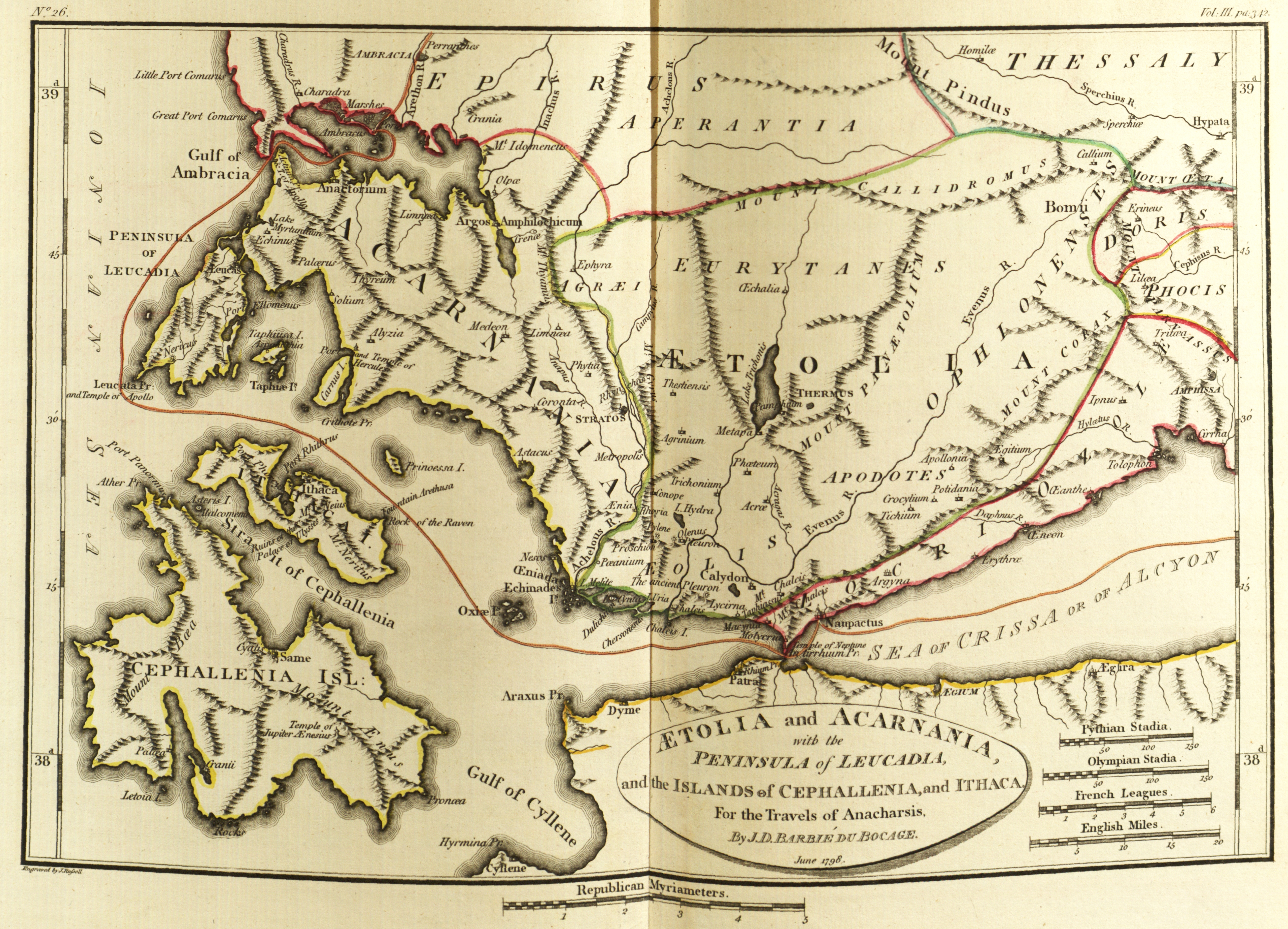
Karte von Akarnanien.

Alyzeia (altgriechisch Ἀλύζεια, Ἀλυζια) war eine antike griechische Stadt. Sie befand sich auf einem niedrigen Hügel in der Region Akarnanien in Westgriechenland, nahe der modernen Stadt Kandila, die bis 2010 Gemeindesitz der ehemaligen Gemeinde Alyzia war.
Nach Strabon lag Alyzeia 15 Stadien vom Meer entfernt, wo sich ein Hafen und ein Herakles-Heiligtum befand. Das Heiligtum beherbergte Werke von Lysipp, die die Arbeiten des Herakles zeigten. Ein römischer General verlegte später die Werke des mittlerweile verlassenen Tempels nach Rom. Cicero gab als Entfernung zwischen der Insel Leukas und Alyzeia 120 Stadien an, was ungefähr der heutigen Entfernung zwischen der Bucht von Kandila und der Insel Leukas entspricht.
Der Name der Stadt soll sich von Alyzeus, dem Sohn des Ikarus abgeleitet haben.
Die Stadt wird zum ersten Mal bei Thukydides erwähnt. Im Jahr 376/375 v. Chr. fand in der Nähe eine Seeschlacht zwischen den Athenern unter Timotheos und den Lakedaimoniern unter Nikolochos statt, aus der die Athener siegreich hervorgingen. Nach Xenophon sollen die Athener ihr Tropaion in Alyzeia und die Lakedaimonier ihres auf den nahgelegenen Inseln errichtet haben. Skylax berichtet, dass die unmittelbar gegenüberliegende Insel, die heute Kalamos heißt, einst den Namen Carnus trug.

## Persönlichkeiten
- Aristomenes von Alyzeia (um 200 v. Chr., Politiker des Ptolemäerreichs)